# Yoo Seung-jun

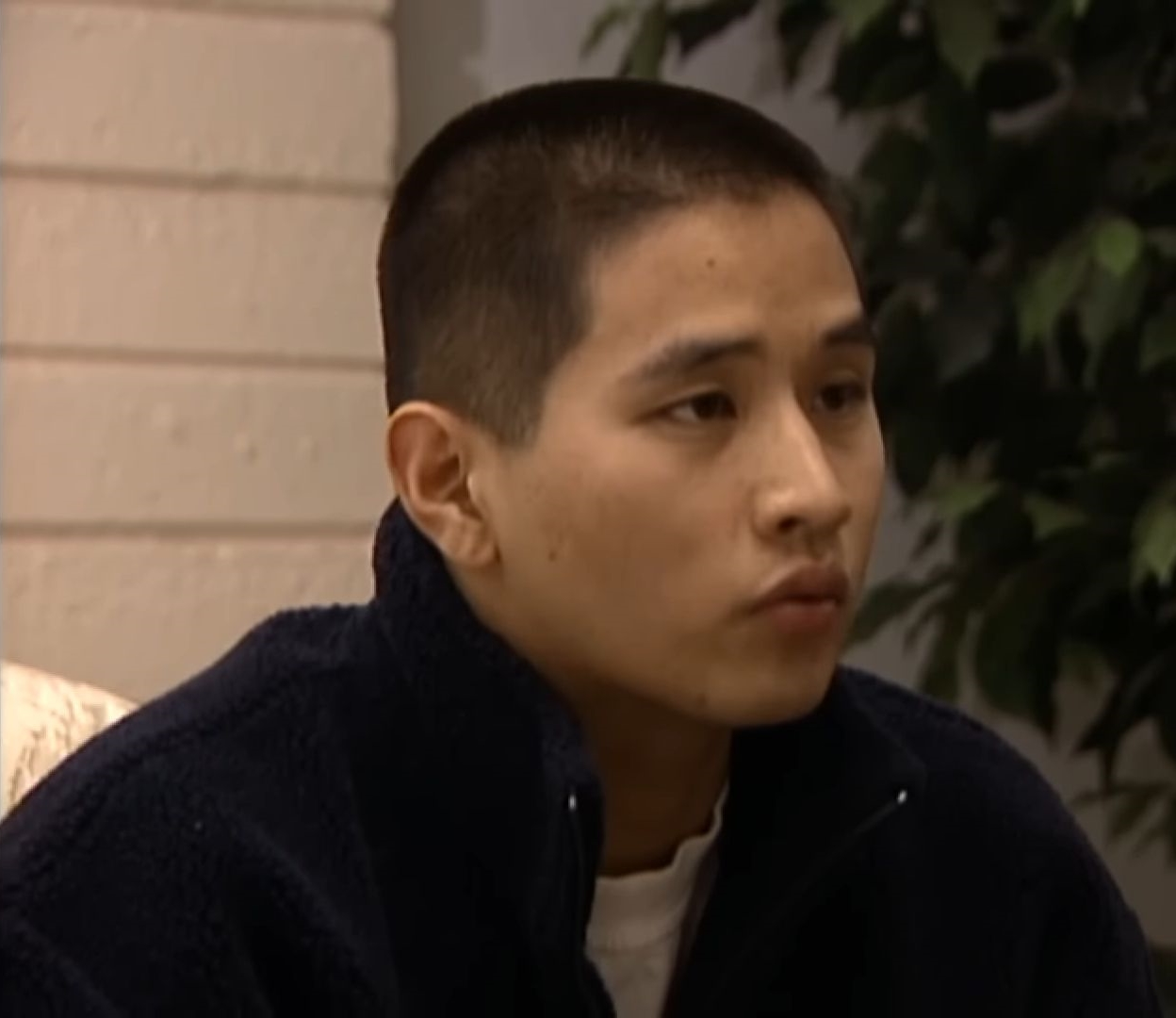
Yoo Seung-jun

Yoo Seung-jun (koreanisch: 유승준; * 15. Dezember 1976 in Seoul, Südkorea), auch unter seinem englischen Namen Steve Yoo bekannt, ist ein südkoreanisch-amerikanischer Sänger, Tänzer, Rapper und Schauspieler. Er ist eines der bekanntesten K-Pop-Idole in Südkorea.

## Biografie
Yoo Seung-jun wurde am 15. Dezember 1976 in Seoul geboren. Im Jahr 2002 wurde Yoo beschuldigt, sich dem Militärdienst zu entziehen, indem er US-Staatsbürger wurde. Ihm wurde die Einreise nach Südkorea für immer verboten. Seitdem ist Yoo Schauspieler in China. 2010 spielte er in dem Film Little Big Soldier die Hauptrolle. Anschließend trat er 2012 in Armour of God – Chinese Zodiac auf. 2013 bekam er eine Rolle in Man of Tai Chi. Unter anderem wurde Yoo 2020 für die Serie Der Detektiv der Ming-Dynastie gecastet.

## Diskografie
| Titel                                                                  | Erscheinungstag    | Rangfolge | Verkauf       |
| Titel                                                                  | Erscheinungstag    | KOR       | Verkauf       |
| ---------------------------------------------------------------------- | ------------------ | --------- | ------------- |
| West Side                                                              | 3. März 1997       | —*        | KOR: 800,000+ |
| For Sale                                                               | 29. April 1998     | 2         | KOR: 796,412+ |
| Now Or Never                                                           | 15. April 1999     | 1         | KOR: 825,569+ |
| Over And Over                                                          | 10. Dezember 1999  | 1         | KOR: 530,674+ |
| Summit Revival                                                         | 24. November 2000  | 3         | KOR: 414,615+ |
| Infinity                                                               | 31. August 2001    | 2         | KOR: 243,119+ |
| Rebirth of YSJ                                                         | 18. September 2007 | —         | —             |
| *: Chartpositionen vor 1998 nicht verfügbar. —: keine Chartplatzierung |                    |           |               |

## Filmografie
Filme
- 2010: Little Big Soldier
- 2012: Armour of God – Chinese Zodiac
- 2013: Man of Tai Chi
- 2013: Der Zorn von Vajra
- 2015: Drachenklinge

Serien
- 2013: Der Patriot Yue Fei
- 2020: Der Detektiv der Ming-Dynastie